# 그린우드 묘지

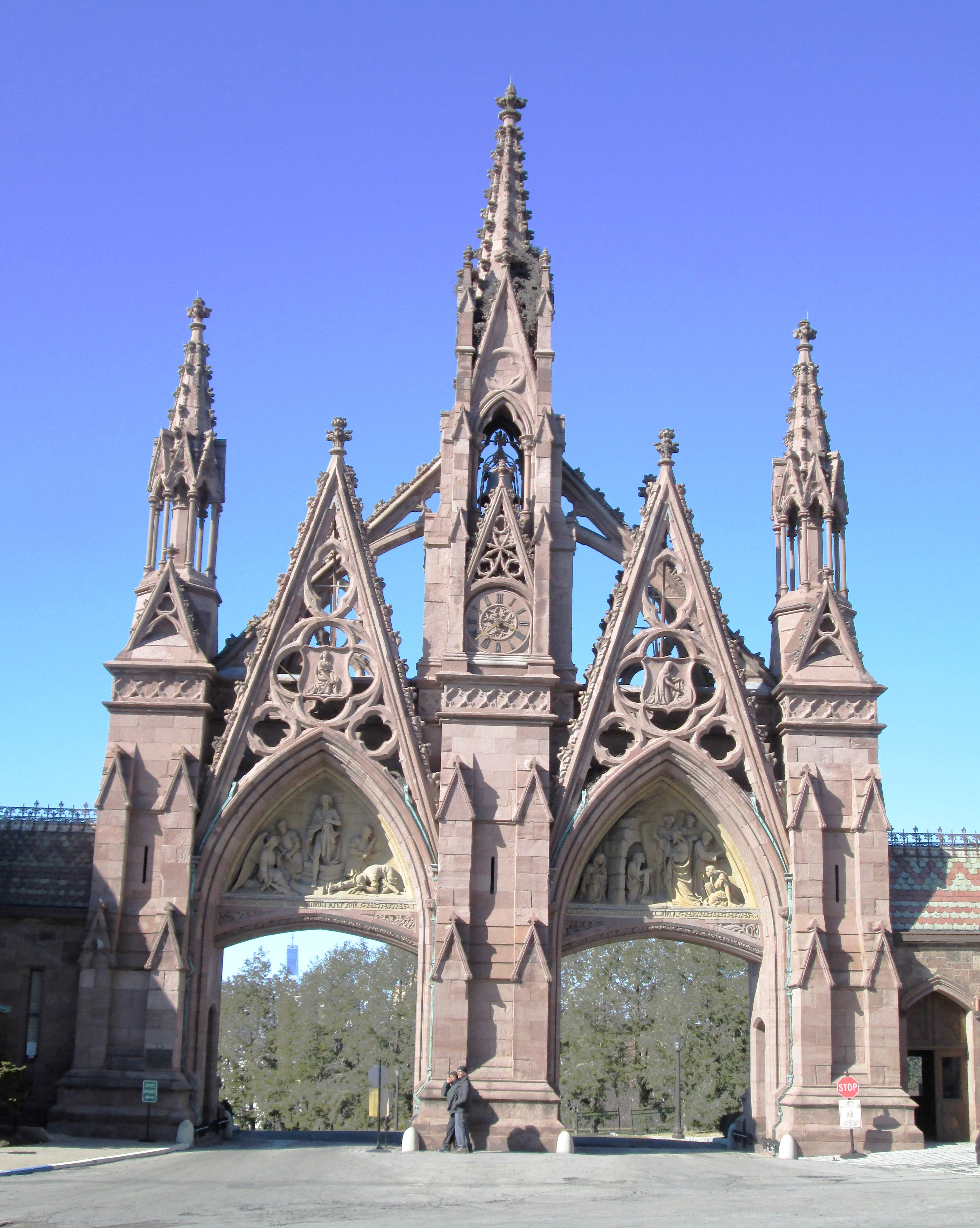
1861-65년에 건축된 고딕 복고풍의 북쪽 대문, 유명한 건축가 리차드 M. 업존(Richard M. Upjohn)과 그의 아들들이 설계했다. 아취는 뉴저지산 적갈색 사암이고 조각된 노바 스코티아 사암 패널은 존 마피트(John Moffit)가 죽음과 부활과 관련된 주제를 묘사하는 것이다.

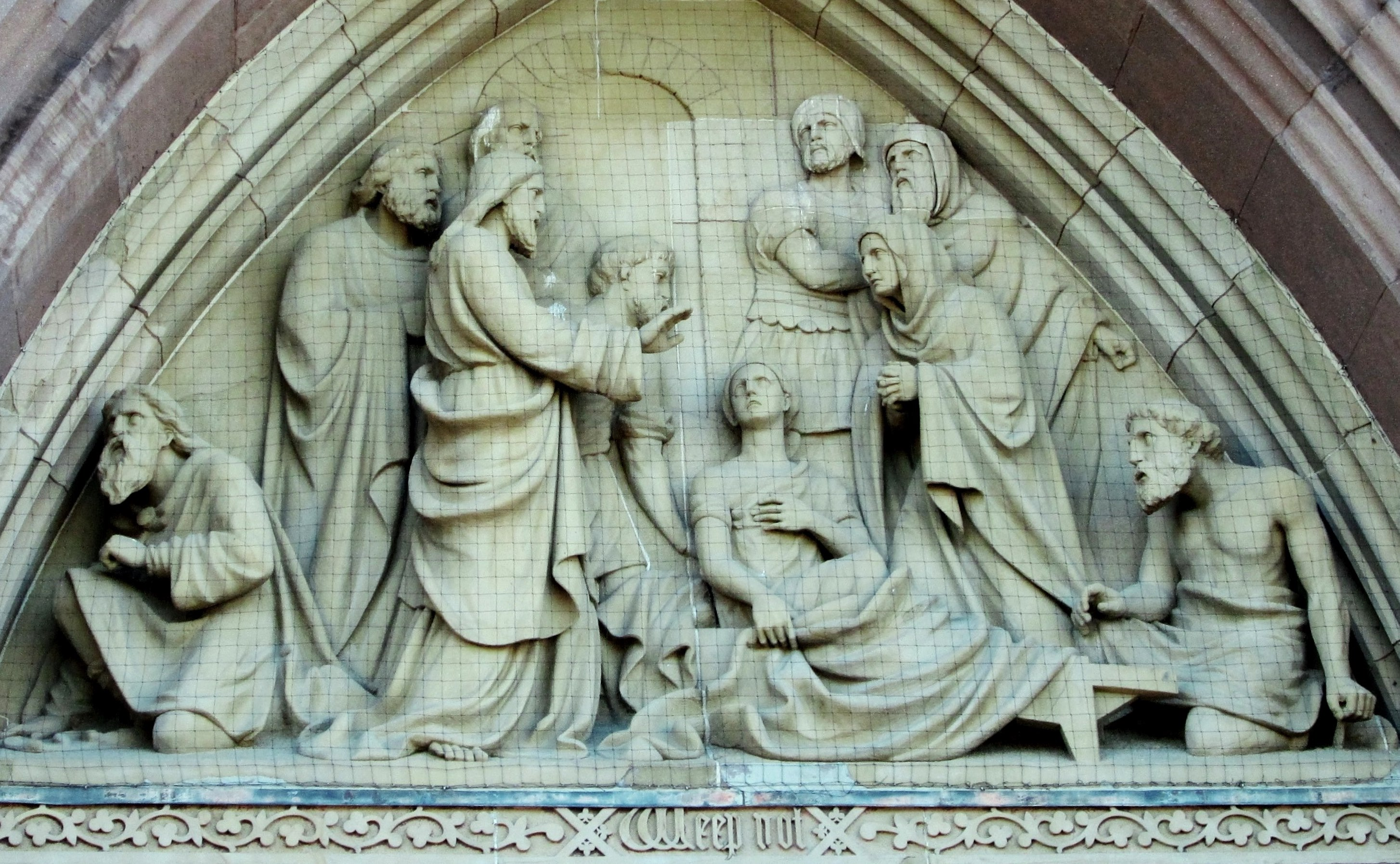
"슬퍼하지마라", 입구 대문 중간위치에 있는 존 마피트(John Moffit)의 조각 패널가운데 하나

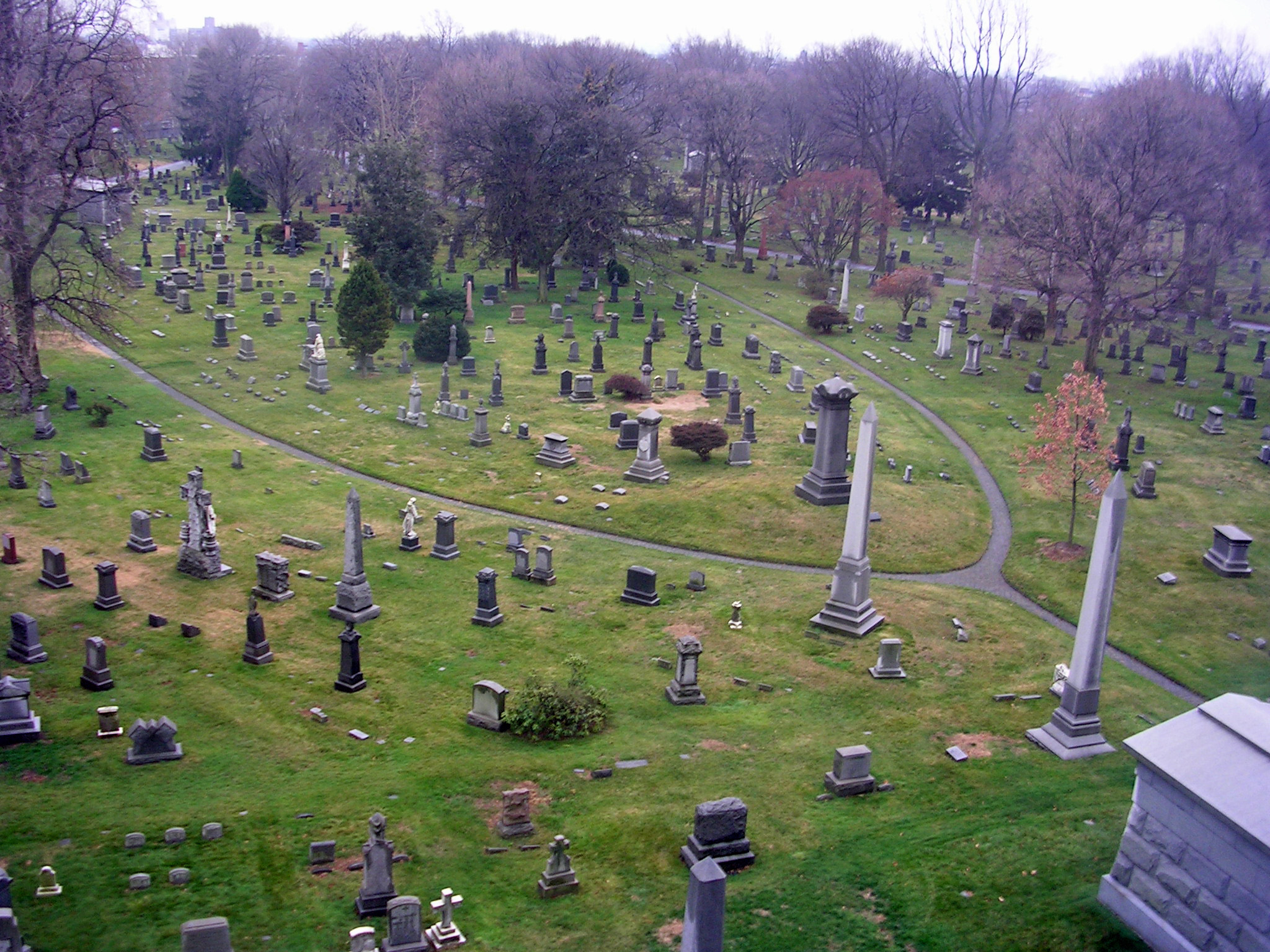
공동묘지의 모습.

그린우드 공동묘지(Green-Wood Cemetery)는 1838년에 뉴욕 킹스 카운티 외각에 설립된 묘지이다. 뉴욕시내 교회가 소유한 묘지들이 도시화되면서 그린우드 묘지가 세워지게 되었다. 시어즈 루스벨트 대통령의 부모, 태펀 피어선 박사, 미국의 저명한 지도자들이 많이 묻혀있는 곳이다. 1966년 대문이 뉴욕의 랜드마크로 지정되었다. 1997년에는 미국 국립역사보관지역으로 등록되었으며, 2006년에는 국립 역사랜드마크로 인정되었다. 2016년에는 해밀톤 파크길 대문과 묘지 예배당이 뉴욕시로부터 랜드마크로 선정되었다. 약 60만 정도의 묘지가 있다.

## 유명인 묘역
- 아더 태펀 피어선 (1837–1911), 미국 장로교 목사, 기독교 지도자, 선교사이며 작가
- 페르 라셰즈 묘지: 1차 세계대전 기념지, 오스카 와일드
- 몽마르트르 묘지: 음악가와 예술가, 문학가
- 장미셸 바스키아: 예술가
- 조지 벨로스: 화가
- 레너드 번스타인: 피아니스트, 작곡가, 지휘자
- 조지 캐틀린: 화가
- 헨리 채드윅: 기자
- 피터 쿠퍼: 발명가, 제조업자, 쿠퍼 유니언의 설립자
- 찰스 펠트먼: 핫도그의 발명자
- 헨리 조지: 작가, 정치인, 경제학자
- 호러스 그릴리: 뉴욕 트리뷴의 설립자
- 타운젠드 해리스: 미국의 장군
- 롤라 몬테즈 : 배우
- 새뮤얼 F. B. 모스: 전보의 언어인 모스 부호의 발명가
- 새뮤얼 C. 레이드: 미국 국기의 디자인을 제안한 사람